# Tallo hipofisario
El tallo hipofisario o pituitario (también conocido como tallo infundibular, embudo de Fenderson o simplemente infundíbulo) es la conexión entre el hipotálamo y la hipófisis posterior. El piso del tercer ventrículo se prolonga hacia abajo como un receso en forma de embudo (el receso infundibular) hacia el infundíbulo, donde se inserta el vértice de la hipófisis. Atraviesa la duramadre del diafragma selar mientras transporta axones desde las células neurosecretoras magnocelulares del hipotálamo hasta la hipófisis posterior, donde liberan sus hormonas neurohipofisarias, oxitocina y vasopresina, en la sangre.
Esta conexión se denomina tracto hipotálamo-hipofisario o tracto hipotálamo-neurohipofisario.
El daño al tallo hipofisario bloquea la liberación de la hormona antidiurética, lo que resulta en polidipsia (ingesta excesiva de agua) y poliuria (micción excesiva).
El diámetro del tallo pituitario al nivel del quiasma óptico es de 3,3 mm, y en el lugar de inserción de la hipófisis mide 1,9 mm.